# Ivica Mornar
Ivica Mornar (Split, 12. siječnja 1974.) je hrvatski umirovljeni nogometaš. Bio je član hrvatske reprezentacije na Europskom prvenstvu u Portugalu 2004. godine.
Statistika u Hajduku
| Natjecanje        | Nastupi | Zgoditci |
| ----------------- | ------- | -------- |
| Prvenstvo         | 78      | 26       |
| Kup               | 21      | 2        |
| Superkup          | 4       | 3        |
| Međunarodne       | 12      | 1        |
| Splitski podsavez | 0       | 0        |
| Ukupno            | 115     | 32       |
| Prijateljske      | 67      | 25       |
| Sveukupno         | 182     | 57       |